# Julien Bély
Pour les articles homonymes, voir Bely.
Julien Bely  est un joueur français de volley-ball né le 11 juin 1979. Il mesure 1,88 m et joue passeur.

## Clubs
| Club            | Pays   | De        | À         |
| --------------- | ------ | --------- | --------- |
| Arago de Sète   | France | 1998-1999 | 2003-2004 |
| Nice VB         | France | 2004-2005 | 2004-2005 |
| Dunkerque DFVB  | France | 2005-2006 | 2005-2006 |
| Narbonne Volley | France | 2006-2007 | 2008-2009 |

## Palmarès
- Coupe de France 
  - Finaliste : 2004
- Championnat de France Pro B (1)
  - Vainqueur : 2007
- Championnat du monde des -21 ans 
  - Finaliste : 1999. Capitaine
- Championnat d'Europe masculin de volley-ball des moins de 21 ans
  - Finaliste : 1998. Capitaine. Meilleur passeur